# Marit Paulsen
Marit Paulsen (n. Marit Eli Bjørnerud la 24 noiembrie 1939, Oslo, Norvegia - d. 26 iulie 2022), a fost un om politic suedez de etnie norvegiană, membră al Parlamentului European în perioada 1999-2004, din partea Suediei. 